# 錫達斯洛普 (加利福尼亞州)
錫達斯洛普（英語：Cedar Slope）是位於美國加利福尼亞州圖萊里縣的一個人口普查指定地區。

## 地理
錫達斯洛普的座標為36°08′37″N 118°34′38″W / 36.14361°N 118.57722°W，而該地最高點為海拔高度1702米（即5584英尺）。

## 人口
根據2010年美國人口普查的數據，錫達斯洛普的面積為1.80平方千米，當中陸地面積為1.80平方千米，而水域面積為0.00平方千米。當地共有人口0人，而人口密度為每平方千米0人。